# Walter Fontana (politico)
Walter Fontana (Crescenzago, 8 dicembre 1919 – Briosco, 6 maggio 1992) è stato un politico e mecenate italiano.

## Biografia
Walter Fontana nasce a Crescenzago (Milano) nel 1919 e comincia da giovanissimo a lavorare come calderaio nella piccola officina paterna. Nel 1947 stampa la prima vite con una macchina costruita con le sue stesse mani insieme al fratello Loris. Nel 1952 a Veduggio fonda insieme al fratello la Fontana Luigi S.p.A.
È stato presidente dell'Associazione Industriali di Monza e Brianza per 12 anni, dal 1979 al 1991, presidente di Federmeccanica, di Federlombarda, della Camera di Commercio Italo-Cinese e vicepresidente della Banca del Monte di Milano. 
Candidato alle elezioni politiche del 1987 nel collegio di Monza nelle liste della Democrazia Cristiana, senza risultare eletto, nel gennaio 1988 diventa Senatore della Repubblica dopo la morte del collega Francesco Rebecchini. A Palazzo Madama ricopre il ruolo di Presidente della Commissione Industria ed è promotore di due importanti disegni di legge: nel marzo del 1990 sostiene un provvedimento in favore della Villa Reale di Monza e nell’agosto dello stesso anno propone l’istituzione della Provincia di Monza e Brianza, che vedrà poi la luce 14 anni dopo. 
È stato anche sindaco di Briosco dal 1990 (fino alla morte) e presidente del consiglio di Amministrazione dell’Accademia delle Belle Arti di Brera.
Muore nel maggio 1992, all'età di 72 anni, due settimane dopo aver concluso il mandato parlamentare.